# Helena Dalli
Pour les articles homonymes, voir Dalli.
Helena Dalli, née Abela le 29 septembre 1962 à Żabbar, est une femme politique maltaise, membre du Parti travailliste (PL).
Elle est ministre du Dialogue social, de la Consommation et des Libertés civiles de 2013 à 2017 et ministre des Affaires européennes et de l'Égalité de 2017 à 2019. Elle est commissaire européenne à l'Égalité de 2019 à 2024.

## Biographie

### Jeunesse
En 1979, elle a été élue Miss Malte puis a concouru pour le titre de Miss Monde, six ans plus tard. Elle a joué dans un film intitulé Final justice.
Docteure en sociologie politique, Helena Dalli a enseigné à l’université de Malte.

### Carrière politique
Elle est élue au Parlement maltais en 1996 sur la liste du Parti travailliste. Elle entre au gouvernement de Malte pendant deux ans en tant que responsable des droits des femmes. Le 1er septembre 2017, le mariage homosexuel est institué à Malte après que, selon le parti nationaliste d'opposition, les électeurs ont été induits en erreur par Helena Dalli, dans un pays où l'avortement est par ailleurs toujours interdit.
Après le retour dans l’opposition des sociaux-démocrates, elle redevient députée puis réintègre le gouvernement à nouveau lors de l’arrivée au pouvoir du Premier ministre Joseph Muscat en 2013.

### Commissaire européenne
Le 24 juillet 2019, Helena Dalli est proposée par Joseph Muscat, pour devenir commissaire européenne. Elle est la première femme maltaise désignée pour siéger à la Commission.
Elle intègre ainsi la commission von der Leyen.
En novembre 2021, elle publie un « Manuel de la communication inclusive » destiné aux fonctionnaires de la Commission européenne. Ce document donne, sur six chapitres, de très nombreuses recommandations et suggestions. Une polémique est apparue, de la part de la frange conservatrice, autour de certaines suggestions recommandant d'éviter la référence aux « vacances de Noël », à remplacer par « la période des vacances », et de veiller à la diversité des prénoms dans les supports de communication produits. En réponse à une question à ce sujet elle écrit : « Le préambule du traité sur l'Union européenne fait référence à l'inspiration tirée des héritages culturels, religieux et humanistes de l'Europe, à partir desquels se sont développées les valeurs universelles que constituent les Droits de l'homme, ainsi que la liberté, la démocratie, l'égalité et l'état de droit. Aucun changement n'a été apporté à l'engagement de la Commission envers une Union de l'égalité et du respect pour tous, fondée sur les valeurs susmentionnées telles qu'énoncées dans le préambule et l'article 2 du traité sur l'Union européenne.
Les lignes directrices étaient un document interne destiné uniquement à l'usage du personnel. Ce document a été retiré. ».
Elle est également critiquée par ses détracteurs pour avoir reçu l’association FEMYSO, constituée de jeunes Européens proches de la galaxie des Frères musulmans, à l'origine de la récente campagne de vidéos « la Liberté est dans le hijab », présentant les femmes voilées comme un modèle de liberté. Marlène Schiappa s'en était notamment émue, qualifiant le FEMYSO de « faux nez de l'islamisme ». « Ce genre de pratiques ne peut faire que le jeu des extrêmes », a estimé le secrétaire d’État français aux Affaires européennes Clément Beaune.